# بروس هارت
بروس هارت (انگلیسی: Bruce Hart؛ زادهٔ ۱۳ ژانویهٔ ۱۹۵۰) کشتی‌گیر کشتی حرفه‌ای اهل کانادا است.